# 上葛駅
上葛駅（サンガルえき）は大韓民国京畿道龍仁市器興区上葛洞にある、韓国鉄道公社（KORAIL）水仁・盆唐線の駅。駅番号は(K238)。

## 歴史
- 2006年12月22日 - 着工
- 2012年12月1日 - 開業。
- 2020年9月12日 - 水仁線の水原延伸により路線名が盆唐線から水仁・盆唐線に変更。

## 駅構造
相対式ホーム2面2線を有する地下駅で、エレベーター・エスカレーター・ホームドア設置駅。出口は4番まである。

### のりば
| 1 | 水仁・盆唐線 | 清明・水原・烏耳島・仁川方面 |
| 2 | 水仁・盆唐線 | 器興・竹田・宣陵・往十里方面 |

## 利用状況
近年の一日平均乗車人員推移は下記の通り。
なお、2012年は開業日の12月1日から12月31日までの31日間を基準にしたものである。
| 路線         | 路線     | 2010年 | 2011年 | 2012年 | 2013年 | 2014年 | 2015年 | 2016年 | 2017年 | 2018年 | 2019年 | 出典  |
| ------------ | -------- | ------ | ------ | ------ | ------ | ------ | ------ | ------ | ------ | ------ | ------ | ----- |
| 水仁・盆唐線 | 乗車人員 | 未開業 | 未開業 | 2,999  | 3,459  | 4,883  | 5,171  | 5,231  | 5,278  | 5,491  | 5,923  | [ 1 ] |
| 水仁・盆唐線 | 降車人員 | 未開業 | 未開業 | 2,906  | 3,291  | 4,666  | 4,933  | 4,958  | 4,965  | 5,188  | 5,568  | [ 1 ] |
| 路線         | 路線     | 2020年 | 2021年 | 2022年 | 2023年 |        |        |        |        |        |        |       |
| 水仁・盆唐線 | 乗車人員 | 4,254  | 4,472  | 4,905  | 5,261  |        |        |        |        |        |        |       |
| 水仁・盆唐線 | 降車人員 | 4,064  | 4,359  | 4,781  | 5,083  |        |        |        |        |        |        |       |

## 駅周辺
- 京畿道博物館
- ルター大学校
- アモーレパシフィック技術研究所
- 上葛初等学校
- 甫羅初等学校
- 上葛中学校
- グムファ村
- 上葛洞住民センター
- 韓国民俗村 - 直線距離にして1km離れているが、地形の問題のため、道路に沿っていくと約2kmの距離がある。
- 器興湖水公園（新葛貯水池） - 南に約3km離れている。

## 隣の駅
韓国鉄道公社
 水仁・盆唐線
急行
通過
緩行
器興駅 (K237) - 上葛駅 (K238) - 清明駅 (K239)